# 月曜テレビジョン
『月曜テレビジョン』（げつようテレビジョン）は、1984年10月8日から1985年9月23日までテレビ東京系列局が編成していたテレビ東京製作の単発特別番組枠である。全43回。

## 概要
テレビ東京の月曜19時台と20時台には、本枠編成以前から『月曜スペシャル』や『月曜爆笑スペシャル』などの単発特別番組枠が編成されていたが、1983年10月に20時台で帯番組の『5夜連続シリーズ スーパーTV』がスタートしたことによって中断していた。1984年9月に『スーパーTV』が終了したのを機に、1年ぶりの単発特別番組枠となる本枠が編成された。
本枠放送番組は、スポーツ・探検・動物などをテーマにしたものが多かった。

## 編成時間
原則として毎週月曜 19:03 - 20:54 （日本標準時、以下同）に編成されていたが、編成の都合で繰り上げられたり短縮されたりすることがあった。19:03開始の回のみ19:00 - 19:03に予告番組を放送。

## 放送された企画

### 1984年
1. おもしろメチャンコオランウータン（18:30 - 19:54）
2. 豪快!などの巨大魚[どれ?]にスターがアタック! （同上）
3. さよなら田淵!ホームランに燃えた16年
4. 世界4強女子バレーボール
5. 生か死か!海底リング神秘の90分デスマッチ（18:30 - 20:00）
6. 日本のハラワタを探る
7. 大爆笑!!賞金100万円 カアちゃんどん欲大賞
8. 生放送ダ!愛川欽也“'84 ザ・警視庁”
9. 日本最大神秘の地底
10. ガッツ石松ファミリーのアラスカ冒険旅行
11. フウムーン

### 1985年
1. 輝け!怪力キン肉マンオリンピック
2. グアム島サバイバル耐久レース
3. ドッキリ!アメリカ大特集
4. 少年探検隊!日本の秘境・西表島大冒険
5. ドミノ倒し!第1回ちびっ子選手権
6. USA驚異の大魔術 謎と不思議の超空間
7. 出た!ザ・シャーク 追跡・海の大魔王
8. 海の動物赤ちゃん大集合
9. ほのぼの動物家族
10. 世界のプロレス大戦争I
11. 地底探検隊 海へ
12. 春休みだヨ!大爆笑全日本超おもしろ発明大賞
13. つくば発!大陸横断鉄道グラフィティー
14. 謎の巨大遺跡ポロロッカ驚異の世界
15. 世界のプロレス大戦争II
16. 豪快!世界の青木功南太平洋に巨大魚を追う
17. 天皇陛下・84歳
18. 爆走!全日本ダンプカー'85グランプリ
19. 少年探検隊 南太平洋を行く
20. 中国少林寺と激闘
21. 世界のプロレス大戦争III
22. 史上初!奇想天外超ウルトラ2大実験
23. 世界初!マッターホルン大滑走
24. 世界のプロレス大戦争IV
25. 怪力キン肉マンオリンピックII
26. ザ・迷路（19:00 - 19:54）
27. 世界のプロレス大戦争V
28. 世界のプロレス大戦争VI
29. 南海諸島の島々
30. 世界のプロレス大戦争VII
31. よみがえる250年前の御身仏
32. 石垣島探検紀行

参考：『朝日新聞』 ラジオ・テレビ欄

## 備考
『ガッツ石松ファミリーのアラスカ冒険旅行』の回は、31年後の2016年2月21日に同系列局で放送された単発特番『テレビ東京52年分の映像大放出!!モヤモヤ映像廃棄センター〜こんなVTR新社屋に持って行けません〜』で再度取り上げられた。